# Gutenberg nagy lexikon
A Gutenberg nagy lexikon, alcímén Minden ismeretek tára a Horthy-korszakban megjelent több kötetes általános lexikon, amely azonban csonka maradt.

## Jellemzői
A Gutenberg nagy lexikon a két világháború közötti magyar kulturális élet nagy vállalkozásaként indult 1931-ben a külön erre a célra létrehozott Nagy Lexikon Kiadóhivatal irányításával, nevét az európai könyvnyomtatás feltalálójáról, Johannes Gutenbergről (1400–1468) kapta. Az Előszó szerint: 
„A jól végzett munka s a leküzdött nehézségek szent őrömével bocsátjuk útjára az új Nagy Magyar Lexikont, amely Gutenbergnek, a könyvnyomtatás halhatatlan feltalálójának nevét viseli. Óriási a feladat, amely egy modern lexikonra hárul. Az emberiség az utolsó évtizedekben a legendás hétmérföldes csizmáknál is nagyobb léptekkel rohant előre az ismeretek végtelen országútján. El lehet mondani, hogy manapság egy-két év alatt több tárul fel előttünk a Mindenség titkaiból, mint régebben századok alatt. A tudásnak sohasem sejtett területei nyílnak meg a kutató emberi elme előtt s nincs emberi agy, amely a régi és az új ismereteknek ezt a végtelen sokaságát át tudná tekinteni. Ez a szertelen méretű haladás adja meg az új Nagy Magyar Lexikon megjelenésének a jogosultságot és a szükségességet. – Van azonban még egy külön, korszerű ok is, amely sürgeti az ilyen új, nagy lexikon kiadását. Ez az ok a világháború, amely új korszakot nyitott az emberiség történetében: politikailag és gazdaságilag átalakította a világot, új fogalmakat, új berendezkedéseket, új viszonyokat teremtett állami, társadalmi, nemzetközi és gazdasági téren, a régi tudományokat új elemekkel gazdagította, új tudományoknak adott lendületet, s a jogalkotás, a technika, a természettudományok, az orvosi tanok eddig nem ismert új területeit fejlesztette ki. Ezért van szükség ma új lexikonra, amely megtartva az emberi tudás kristályosodottan állandó ismereteit, kiegészíti azokat az utolsó évtizedek óriási eredményeivel, amelyek szinte döntően alakítják át az emberi megismerés tárházát. – Új Nagy Magyar Lexikonunk tehát az emberi tudás mai ismereteinek tára: ez érdeme és jelentősége minden más lexikonnal szemben. Létrejöttében döntő szempont volt: okulni a multak hiányain és nem felejteni ki semmit, ami új.”
A nagy alakú (17x24 cm-es), 640-670 kéthasábos oldalas kötetekből 9 már 1931-ben megjelent, majd egy tizedik is 1932-ben. Ekkor azonban a még „F” betűnél tartó mű kiadása megszakadt, és később sem fejeződött be. Ennek ellenére az addig megjelent anyag terjedelme majdnem eléri a 3300 nyomtatott oldalt, ezzel a korszak egyik legnagyobb könyvének tekinthető.
Az egyes kötetek piros, aranyozott „GUTENBERG NAGY LEXIKON” felirattal ellátott borítóval és barna alapon aranyozott növénymotívumos díszítéssel, illetve aranyozott sorozat és kötetcímmel jelentek meg. A mű nagy mennyiségű fekete-fehér és színes táblát, szövegképet, és műmellékletet tartalmazott.

### Előfordulása napjainkban
A sorozat fakszimile vagy elektronikus kiadásban nem jelent meg máig. Antikváriusi forgalomban viszonylag gyakran előfordul, ennek ellenére árveréseken is keresett.

## Kötetbeosztás
A sorozat kötetbeosztása a következő volt:
| Kötetszám | Kötetcím                | Kiadási év | Oldalszám |
| --------- | ----------------------- | ---------- | --------- |
| I.        | A–Aiolok                | 1931       | 671       |
| II.       | Aión–Állatimádás        | 1931       | 639       |
| III.      | Állati meleg–Anyahajó   | 1931       | 671       |
| IV.       | Anyai örökség–Babilonia | 1931       | 679       |
| V.        | Babilonia–Bern          | 1931       | 671       |
| VI.       | Bernád–Bube             | 1931       | 671       |
| VII.      | Bubics–Combe            | 1931       | 639       |
| VIII.     | Combes–Depó             | 1931       | 639       |
| IX.       | Déport–Elektro          | 1931       | 639       |
| X.        | Elektro–Felméri         | 1932       | 639       |